# Joppe (naam)
Joppe is een jongensnaam en is ontstaan als variatie op de Hebreeuwse naam Jacob.

## Bekende naamdragers
- Joppe Paulides, Nederlands volleyballer